# 杞
杞（き）は、古代中国の殷代から戦国時代にかけて存在した国。国姓は姒であり、禹の末裔と称した。殷末周初に一時滅亡するが、周初に再興され、史料では東楼公より20代の君主が記録されている。紀元前445年、楚によって滅ぼされた。
杞は小国であったため、史書での記述は極めて限定的である。『史記』には「陳杞世家」の記述があるが、杞についての記述は僅か270字であり、「杞小微、其事不足称述（杞は小微にして、其の事称述するに足らず）」と扱われている。このように国力も十分でない小国であったため、周辺諸国との外交圧力の中で遷都を繰り返している。当初は河南省杞県一帯に位置していたが、その後山東省新泰市に、更に昌楽県、安丘市と都城が移動した。
小国の杞であるが、杞が夏王室の末裔であり、夏礼を保存していることから儒家にとっては大きな意義があった。孔子も夏礼を学ぶために杞を訪問した記録がある。
現在まで考古学の成果による杞の出土品は限定的である。しかし殷墟より発掘された甲骨文字の中に杞の文字を記したものが発見されており、殷代には杞が存在していた証拠とされるが、杞県での考古学上の発見は未だなされていない。新泰では清代の道光年間及び光緒年間に青銅器が、2002年には周家庄で杞の貴族墓葬群が発見され、新泰に杞が存在していたことを証明している。
後に杞の公子の一人が斉に仕え、鮑の地を与えられた事から鮑氏を名乗り、賢臣として名高い鮑叔を輩出している。

## 歴代君主
1. 東楼公
2. 西楼公
3. 題公
4. 謀娶公
5. 武公（在位紀元前750年 - 紀元前704年）
6. 靖公（在位紀元前704年 - 紀元前681年）
7. 共公（在位紀元前681年 - 紀元前673年）
8. 徳公（在位紀元前673年 - 紀元前655年）
9. 成公（在位紀元前655年 - 紀元前637年）
10. 桓公（姑容、在位紀元前637年 - 紀元前567年）
11. 孝公（匄、在位紀元前567年 - 紀元前550年）
12. 文公（益姑、在位紀元前550年 - 紀元前536年）
13. 平公（鬱、在位紀元前536年 - 紀元前518年）
14. 悼公（成、在位紀元前518年 - 紀元前506年）
15. 隠公（乞、在位紀元前506年）
16. 僖公（過、在位紀元前506年 - 紀元前487年）
17. 湣公（維、在位紀元前487年 - 紀元前471年）
18. 哀公（閼路、在位紀元前471年 - 紀元前461年）
19. 出公（欶、在位紀元前461年 - 紀元前449年）
20. 簡公（春、在位紀元前449年 - 紀元前445年）

## 杞憂
あり得ない事に極端に心配になったり、取り越し苦労をすることを杞憂と言うが、これは杞に住むある男が、「いつか天が落ち、地が崩落して身の置き所が無くなってしまうのではないだろうか」と心配して、夜も眠れず食事もとらなかったという故事に由来する（中国では昔、大地は正方形で、四隅を天柱という柱が支えていると考えられていた）。杞人之憂。杞人憂天。出典は『列子』。